# Piotr Uklański
Piotr Uklański est un artiste polonais né en 1968 ; il vit entre New York, Paris et Varsovie. 

## Biographie
Notamment connu pour sa pièce intitulée The Nazis, il a exposé dans de nombreux musées (MOMA, New York ; Centre Pompidou, Paris ; Musée Ludwig, Cologne…) ainsi qu'à la Kunsthalle de Bâle qui lui a consacré une rétrospective en 2004. Uklański a participé à la documenta 14 en 2017, durant laquelle son œuvre Real nazis est exposée à la Neue Galerie de Kassel.
Photographe de formation, il est l'auteur d'une œuvre très diverse. Son premier long métrage, un western, Summer Love, a été tourné en Pologne.

## Expositions personnelles
- Polonia, Galerie Perrotin, Paris, du 4 juin au 30 juillet 2005[2].

## Galeries
- Galerie Emmanuel Perrotin, Paris
- Galerie Gagosian, New York
- Galleria Massimo de Carlo, Milan